# Hollandia (matsefabrikant)
Hollandia Matzes (voorheen: "Paaschbroodfabriek"), is de enige matse-bakkerij van Nederland. Hij is gevestigd in de binnenstad van Enschede, op een steenworp afstand van de synagoge. Er wordt plat, niet gerezen brood gebakken volgens traditioneel recept. Veel van deze matses verkoopt men in een zeskantige oranje verpakking die sinds de jaren 1930 weinig is veranderd.
De fabriek staat onder rabbinaal toezicht van het Nederlands-Israëlitisch Kerkgenootschap (NIK). Dit biedt de garantie dat de daar gemaakte producten koosjer zijn. Ten behoeve van de Pesach-viering worden er jaarlijks, onder extra toezicht namens het opperrabbinaat, speciale matses gemaakt. Hoewel deze in heel Europa worden gegeten vormen ze niet meer dan 5 à 6 procent van de totale omzet van het bedrijf.
Om alle Twentse scholieren in aanraking te brengen met matses en de tradities worden deze vanaf 1962 jaarlijks gratis voor alle klassen weggegeven.

## Geschiedenis
In 1933 werd in de Nieuwstraat te Enschede door de Nederlands-Joodse Herman Woudstra samen met een Duits-Joodse familie een matsefabriek gevestigd. De fabriek maakt nog steeds "paasbrood" en is daarmee bijna uniek in de wereld. De export van matses is dan ook wereldwijd. Alle producten die Hollandia Matzes maakt zijn koosjer. In de tien weken dat de matses voor Pesach geproduceerd worden, staat de fabriek onder continu toezicht van het Opperrabbinaat voor Nederland.
De matses worden gemaakt op een deegpers die door één van de stichters van de bakkerij, de familie Markers, in 1933 bij zijn vlucht voor de naziterreur werd meegenomen uit Burgsteinfurt, vlak over de grens. Samen met de familie Woudstra heeft Markers de fabriek verder ontwikkeld.